# Ephemeroporus hybridus
Ephemeroporus hybridus är en kräftdjursart som först beskrevs av Daday 1905.  Ephemeroporus hybridus ingår i släktet Ephemeroporus och familjen Chydoridae. Inga underarter finns listade i Catalogue of Life.